# Pseudotaxiphyllum richardsii
Pseudotaxiphyllum richardsii är en bladmossart som beskrevs av Robert Root Ireland 1991. Pseudotaxiphyllum richardsii ingår i släktet Pseudotaxiphyllum och familjen Plagiotheciaceae. Inga underarter finns listade i Catalogue of Life.